# ابراهیم میرزاپور
ابراهیم میرزاپور (زاده ۲۵ شهریور ۱۳۵۷ در معمولان) دروازه‌بان سابق فوتبال اهل ایران است.
وی سابقه عضویت در تیم‌های فجر خرم‌آباد، فولاد خوزستان، استقلال اهواز، استیل‌آذین، سایپا، پیکان قزوین و شهرداری تبریز را دارد. با فولاد خوزستان در سال ۱۳۸۴ خورشیدی در حالی که کاپیتان این تیم در کنار امید شریفی‌نسب بود، قهرمان لیگ برتر شد. با استقلال اهواز مقام پنجم را کسب کرد. در سال ۱۳۸۳ در جام ملتهای آسیا با تیم ملی مقام سوم را کسب کرد و سال بعد با برد بحرین مستقیم به جام جهانی ۲۰۰۶ آلمان صعود کرد.

## جام جهانی ۲۰۰۶ آلمان
او در مسابقات جام جهانی ۲۰۰۶ آلمان به عنوان دروازه‌بان اول تیم ملی فوتبال ایران در سه مسابقه ایران با مکزیک، پرتغال و آنگولا به میدان رفت.

## آمار ملی

### بازی‌های ملی
| ایران | ایران | ایران    | ایران    |
| سال   | بازی  | کلین شیت | گل خورده |
| ----- | ----- | -------- | -------- |
| ۲۰۰۱  | ۱۷    | ۸        | ۱۸       |
| ۲۰۰۲  | ۹     | ۷        | ۶        |
| ۲۰۰۳  | ۱۱    | ۴        | ۱۲       |
| ۲۰۰۴  | ۱۳    | ۶        | ۱۲       |
| ۲۰۰۵  | ۱۰    | ۶        | ۶        |
| ۲۰۰۶  | ۸     | ۱        | ۱۳       |
| ۲۰۰۸  | ۱     | ۰        | ۱        |
| ۲۰۱۰  | ۱     | ۰        | ۲        |
| مجموع | ۷۰    | ۲۹       | ۷۰       |